# ヴァシリー・ヴァシリエヴィチ (カシン公)
ヴァシリー・ヴァシリエヴィチ（ロシア語: Василий Васильевич、1330年頃 - 1362年）は、カシン公（在位：1348年 - 1362年）。トヴェリ大公ヴァシリーの長男である。
ヴァシリーの出生年は1330年頃であり、出生地はカシンと推測されている。父のヴァシリーが1348年にトヴェリ大公となった際にカシン公に任命されたとする説と、この段階では父ヴァシリーがまだカシン公位を保持していたとする説がある。また、ヴァシリーの統治に関して記した史料は存在せず、ニコン年代記の1362年の項にカシンで死亡したことが記されるのみである。ヴァシリーに子はなく、カシン公位は弟のミハイルに相続された。